# ایدزه‌خا
ایدزگا (به هلندی: Idzega) یک منطقهٔ مسکونی در هلند است که در سودوست-فریسلان واقع شده‌است. ایدزگا ۳۰ نفر جمعیت دارد.